# Europamästerskapet i fotboll för damer 2013

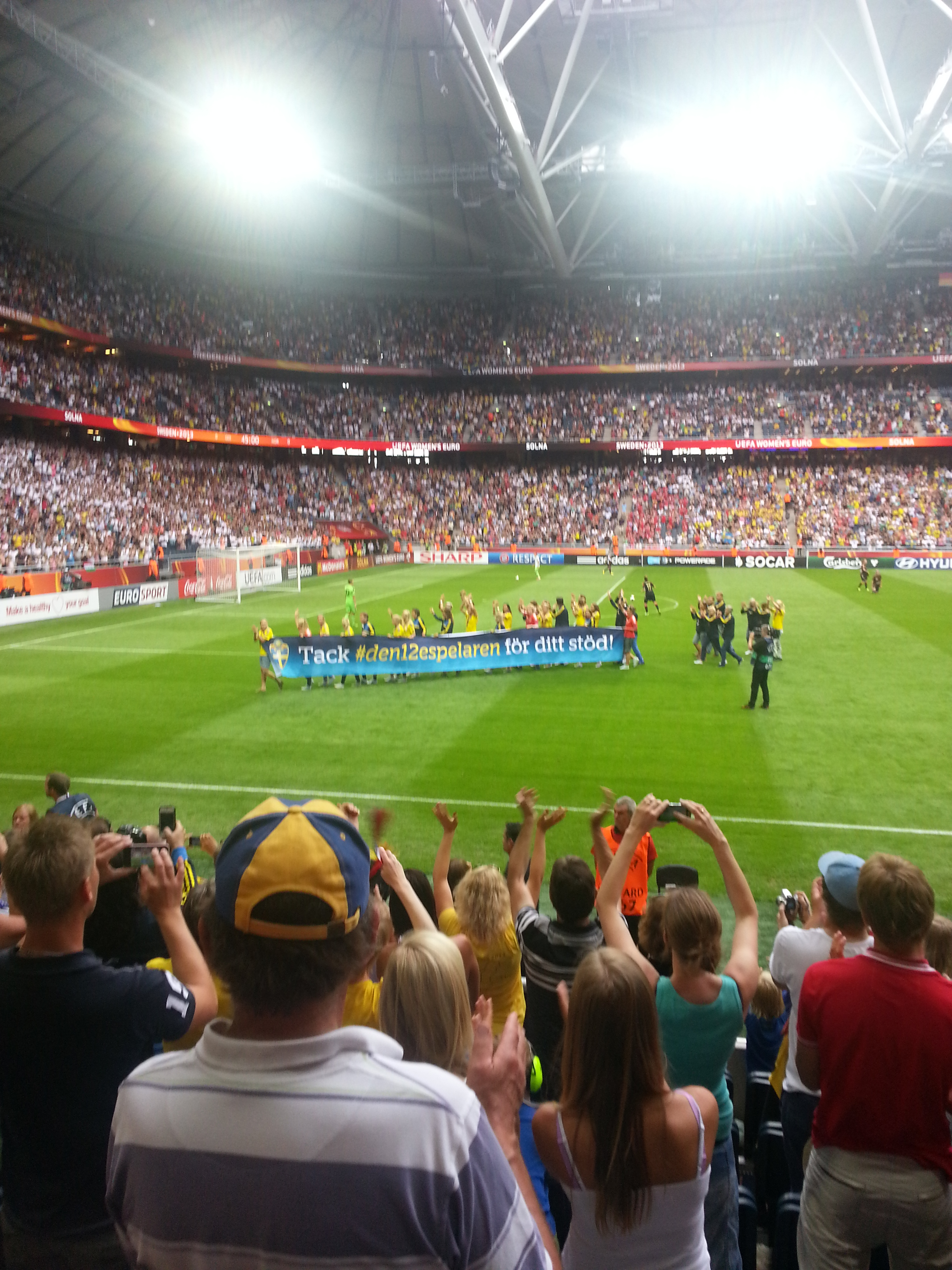
Under pausen i finalen tackade Sveriges landslag publiken för stödet under turneringen.

Europamästerskapet i fotboll för damer 2013 (även känt som UEFA Dam-EM 2013), officiellt UEFA Women's Euro Sweden 2013, var det elfte europamästerskapet i fotboll för damer. Det avgjordes mellan den 10 och 28 juli 2013 på sju olika orter i värdlandet Sverige.
De tolv deltagande nationerna var uppdelade i tre grupper. Sverige var som värdland direktkvalificerat.
Att Sverige skulle stå som värdland meddelade Uefa måndagen den 4 oktober 2010.
Tyskland vann finalen mot Norge med 1–0. Det var sjätte gången i rad och åttonde gången totalt som Tyskland vann EM.
Uefa var mycket nöjda med arrangemanget och sa att det var det bästa mästerskap som hållits. Speciellt nöjda var de med publiksiffrorna som slog rekorden både för totalantal (216 888 jämfört med 129 000 år 2009) och för en enskild match då 41 301 såg finalen.

## Ansökningsprocessen
Deadline för ansökan om att få arrangera mästerskapet var den 15 juni 2010. Endast Nederländerna och Sverige lämnade till slut in ansökningar. Även Schweiz, Polen och Bulgarien hade visat intresse för att arrangera mästerskapet, men de förbunden lämnade aldrig in någon slutgiltig ansökning. Under juli utförde Uefas delegater så kallade site visits i Sverige och Nederländerna. Beslut om att tilldela Sverige värdskapet fattades av Uefas exekutiva kommitté den 4 oktober 2010.

## Kval
Kvalet spelades under perioden maj 2011 till september 2012. Totalt deltog 44 nationer i kampen om de elva slutspelsplatserna. Först spelades ett förkval för de lägre rankade lagen. Därefter genomfördes ett huvudkvalspel där gruppsegrarna samt bästa grupptvåan avancerade till EM-turneringen. De sista tre EM-platserna erövrades genom ett playoff-spel mellan de övriga sex grupptvåorna, som avgjordes 20–25 oktober 2012. Sverige var direktkvalificerat i egenskap av arrangör.
Kvalificerade länder
| - Sverige (Värdland) - Italien (Vinnare grupp 1) - Tyskland (Vinnare grupp 2) - Norge (Vinnare grupp 3) | - Frankrike (Vinnare grupp 4) - Finland (Vinnare grupp 5) - England (Vinnare grupp 6) - Danmark (Vinnare grupp 7) | - Nederländerna (Bästa grupptvåa) - Spanien (Vinnare playoff) - Island (Vinnare playoff) - Ryssland (Vinnare playoff) |

## Spelorter
Sju arenor, i lika många städer, användes under turneringen. Av dessa var tre stycken i bruk innan det stod klart att Sverige fick arrangemanget. Ytterligare två arenor var påbörjade och två arenor på planeringsstadiet. Finalen spelades på den nybyggda nationalarenan Friends Arena i Stockholm och semifinalerna spelades på Gamla Ullevi i Göteborg och på Nya Parken, Norrköping.
I ett tidigt stadium i ansökningsprocessen såg listan på spelorter ut på annat sätt. Bland annat var fyra av arenorna för U21-EM för herrar 2009 med som förslag. I den slutgiltiga ansökan var bara två av arenorna samma som användes under U21-EM 2009.
Följande arenor och orter stod som värdar för Europamästerskapet i fotboll för damer 2013:
| Stockholm         | Göteborg          | Norrköping        | Kalmar            | Växjö             | Linköping        | Halmstad         |
| Friends Arena     | Gamla Ullevi      | Nya Parken        | Guldfågeln Arena  | Myresjöhus Arena  | Linköping Arena  | Örjans vall      |
| Kapacitet: 50 100 | Kapacitet: 18 000 | Kapacitet: 11 750 | Kapacitet: 11 800 | Kapacitet: 10 000 | Kapacitet: 7 500 | Kapacitet: 7 500 |
|                   |                   | Myresjöhus Arena  |                   | Myresjöhus Arena  |                  |                  |
| ----------------- | ----------------- | ----------------- | ----------------- | ----------------- | ---------------- | ---------------- |

## Lottning
Lottningen för respektive grupp genomfördes den 9 november 2012 på Svenska Mässan i Göteborg.
| Skål 1      | Skål 1 | Skål 1 |
| Team        | Koeff. | Rank.  |
| ----------- | ------ | ------ |
| Sverige V   | 42,503 | 2      |
| Tyskland RM | 43,460 | 1      |
| Frankrike   | 40,251 | 3      |

| Skål 2  | Skål 2 | Skål 2 |
| Team    | Koeff. | Rank.  |
| ------- | ------ | ------ |
| England | 38,903 | 4      |
| Norge   | 37,193 | 5      |
| Italien | 37,057 | 6      |

| Skål 3  | Skål 3 | Skål 3 | Skål 3 | Skål 3        | Skål 3 | Skål 3 |
| Team    | Koeff. | Rank.  |        | Team          | Koeff. | Rank.  |
| ------- | ------ | ------ | ------ | ------------- | ------ | ------ |
| Danmark | 34,971 | 7      |        | Ryssland      | 33,697 | 10     |
| Island  | 34,524 | 8      |        | Nederländerna | 33,661 | 11     |
| Finland | 34,436 | 9      |        | Spanien       | 32,999 | 12     |

## Domare
Uefa meddelade den 19 juni 2013 namnen på de 24 domare som skulle döma matcherna i turneringen. Dessa var följande:
| - Domare (10 st) - Kirsi Heikkinen (Finland) - Bibiana Steinhaus (Tyskland) - Katalin Kulcsár (Ungern) - Silvia Spinelli (Italien) - Carina Vitulano (Italien) - Teodora Albon (Rumänien) - Cristina Dorcioman (Rumänien) - Jenny Palmqvist (Sverige) - Esther Staubli (Schweiz) - Kateryna Monzul (Ukraina) | - Assisterande domare (12 st) - Lucie Ratajová (Tjeckien) - Sian Massey (England) - Tonja Paavola (Finland) - Marina Wozniak (Tyskland) - Judit Kulcsár (Ungern) - Romina Santuari (Italien) - Hege Steinlund (Norge) - Petruţa Iugulescu (Rumänien) - Maria Súkeníková (Slovakien) - Maria Villa Gutiérrez (Spanien) - Helen Karo (Sverige) - Natalija Ratjynska (Ukraina) | - Fjärdedomare (2 st) - Esther Azzopardi (Malta) - Monika Mularczyk (Polen) |

## Musik

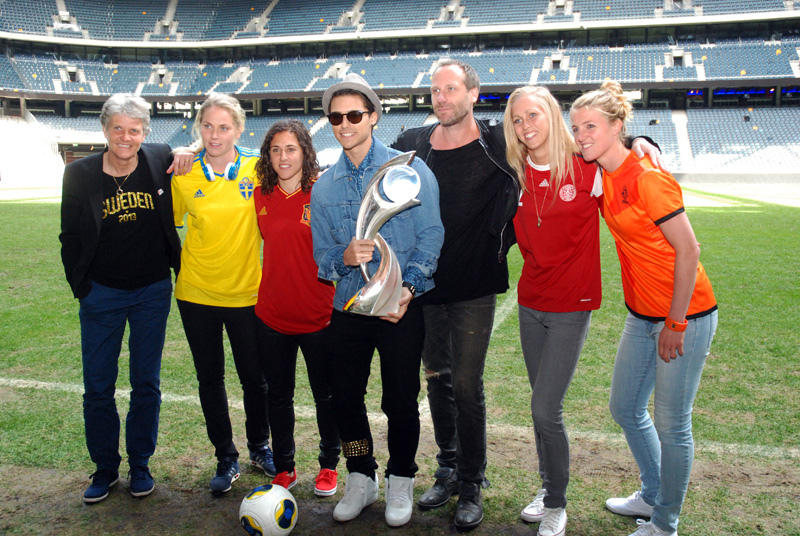
Eric Saade under presentationen av mästerskapets musik.

Den officiella låten till turneringen heter Winning Ground och är skriven av Erik Saade tillsammans med Stefan Örn, Didrik Thott och Julimar Santos. Den presenterades på finalarenan Friends Arena 27 maj 2013. Namnet på låten är den slogan som även är temat för turneringen. Saade kommer att framföra låten i samband med finalen 28 juli.

## Gruppspel
De två högst placerade lagen i varje grupp samt de två bästa grupptreorna gick vidare till kvartsfinalerna. Om två eller fler lag hamnade på samma poäng avgjordes ordningen i gruppen först genom inbördes möten mellan de inblandade lagen och därefter genom målskillnad/gjorda mål för hela gruppen. 
För att avgöra vilka de två bästa grupptreorna var såg man enbart till poängen – ingen målskillnad och inga inbördes möten räknades in – därför avgjordes avancemanget genom lottning. Totalt spelades 25 matcher under mästerskapet.
Island blev bästa grupptrea och blev därför kvalificerad till en fortsättning i turnering. Eftersom de båda andra treorna, Danmark och Ryssland, hade lika poäng krävdes lottdragning för att skilja dem åt. Danmark vann lottdragningen och blev därför det åttonde och sista laget som gick vidare till kvartsfinal.

### Grupp A
| Nr | Lag     | S | V | O | F | GM | IM | MS | P |
| -- | ------- | - | - | - | - | -- | -- | -- | - |
| 1  | Sverige | 3 | 2 | 1 | 0 | 9  | 2  | +7 | 7 |
| 2  | Italien | 3 | 1 | 1 | 1 | 3  | 4  | −1 | 4 |
| 3  | Danmark | 3 | 0 | 2 | 1 | 3  | 4  | −1 | 2 |
| 4  | Finland | 3 | 0 | 2 | 1 | 1  | 6  | −5 | 2 |

| 1           | 10 juli 2013 | Italien | 0 – 0   | Finland | Örjans vall                                             |                                                         |
| 18:00 UTC+2 | 18:00 UTC+2  |         | Rapport |         | Halmstad Publik: 3 011 Domare: Teodora Albon (Rumänien) | Halmstad Publik: 3 011 Domare: Teodora Albon (Rumänien) |
| 18:00 UTC+2 | 18:00 UTC+2  |         |         |         | Halmstad Publik: 3 011 Domare: Teodora Albon (Rumänien) | Halmstad Publik: 3 011 Domare: Teodora Albon (Rumänien) |
| 18:00 UTC+2 | 18:00 UTC+2  |         |         |         | Halmstad Publik: 3 011 Domare: Teodora Albon (Rumänien) | Halmstad Publik: 3 011 Domare: Teodora Albon (Rumänien) |

| 2           | 10 juli 2013 | Sverige           | 1 – 1           | Danmark             | Gamla Ullevi                                                 |                                                              |
| 20:30 UTC+2 | 20:30 UTC+2  | Nilla Fischer 36′ | (1 – 1) Rapport | 26′ Mariann Gajhede | Göteborg Publik: 16 128 Domare: Bibiana Steinhaus (Tyskland) | Göteborg Publik: 16 128 Domare: Bibiana Steinhaus (Tyskland) |
| 20:30 UTC+2 | 20:30 UTC+2  |                   |                 |                     | Göteborg Publik: 16 128 Domare: Bibiana Steinhaus (Tyskland) | Göteborg Publik: 16 128 Domare: Bibiana Steinhaus (Tyskland) |
| 20:30 UTC+2 | 20:30 UTC+2  |                   |                 |                     | Göteborg Publik: 16 128 Domare: Bibiana Steinhaus (Tyskland) | Göteborg Publik: 16 128 Domare: Bibiana Steinhaus (Tyskland) |

| 8           | 13 juli 2013 | Italien                                 | 2 – 1           | Danmark          | Örjans vall                                             |                                                         |
| 18:00 UTC+2 | 18:00 UTC+2  | Melania Gabbiadini 55′ Ilaria Mauro 60′ | (0 – 0) Rapport | 66′ Mia Brogaard | Halmstad Publik: 2 190 Domare: Esther Staubli (Schweiz) | Halmstad Publik: 2 190 Domare: Esther Staubli (Schweiz) |
| 18:00 UTC+2 | 18:00 UTC+2  |                                         |                 |                  | Halmstad Publik: 2 190 Domare: Esther Staubli (Schweiz) | Halmstad Publik: 2 190 Domare: Esther Staubli (Schweiz) |
| 18:00 UTC+2 | 18:00 UTC+2  |                                         |                 |                  | Halmstad Publik: 2 190 Domare: Esther Staubli (Schweiz) | Halmstad Publik: 2 190 Domare: Esther Staubli (Schweiz) |

| 7           | 13 juli 2013 | Finland | 0 – 5           | Sverige                                                            | Gamla Ullevi                                                  |                                                               |
| 20:30 UTC+2 | 20:30 UTC+2  |         | (0 – 3) Rapport | 15′, 36′ Nilla Fischer 38′ Kosovare Asllani 60′, 87′ Lotta Schelin | Göteborg Publik: 16 414 Domare: Cristina Dorcioman (Rumänien) | Göteborg Publik: 16 414 Domare: Cristina Dorcioman (Rumänien) |
| 20:30 UTC+2 | 20:30 UTC+2  |         |                 |                                                                    | Göteborg Publik: 16 414 Domare: Cristina Dorcioman (Rumänien) | Göteborg Publik: 16 414 Domare: Cristina Dorcioman (Rumänien) |
| 20:30 UTC+2 | 20:30 UTC+2  |         |                 |                                                                    | Göteborg Publik: 16 414 Domare: Cristina Dorcioman (Rumänien) | Göteborg Publik: 16 414 Domare: Cristina Dorcioman (Rumänien) |

| 14          | 16 juli 2013 | Sverige                                                            | 3 – 1           | Italien                | Örjans vall                                             |                                                         |
| 20:30 UTC+2 | 20:30 UTC+2  | Raffaella Manieri 47′ (sjm.) Lotta Schelin 49′ Josefine Öqvist 57′ | (0 – 0) Rapport | 78′ Melania Gabbiadini | Halmstad Publik: 7 288 Domare: Katalin Kulcsár (Ungern) | Halmstad Publik: 7 288 Domare: Katalin Kulcsár (Ungern) |
| 20:30 UTC+2 | 20:30 UTC+2  |                                                                    |                 |                        | Halmstad Publik: 7 288 Domare: Katalin Kulcsár (Ungern) | Halmstad Publik: 7 288 Domare: Katalin Kulcsár (Ungern) |
| 20:30 UTC+2 | 20:30 UTC+2  |                                                                    |                 |                        | Halmstad Publik: 7 288 Domare: Katalin Kulcsár (Ungern) | Halmstad Publik: 7 288 Domare: Katalin Kulcsár (Ungern) |

| 13          | 16 juli 2013 | Danmark          | 1 – 1           | Finland            | Gamla Ullevi                                             |                                                          |
| 20:30 UTC+2 | 20:30 UTC+2  | Mia Brogaard 29′ | (1 – 0) Rapport | 87′ Annica Sjölund | Göteborg Publik: 8 360 Domare: Kateryna Monzul (Ukraina) | Göteborg Publik: 8 360 Domare: Kateryna Monzul (Ukraina) |
| 20:30 UTC+2 | 20:30 UTC+2  |                  |                 |                    | Göteborg Publik: 8 360 Domare: Kateryna Monzul (Ukraina) | Göteborg Publik: 8 360 Domare: Kateryna Monzul (Ukraina) |
| 20:30 UTC+2 | 20:30 UTC+2  |                  |                 |                    | Göteborg Publik: 8 360 Domare: Kateryna Monzul (Ukraina) | Göteborg Publik: 8 360 Domare: Kateryna Monzul (Ukraina) |

### Grupp B
| Nr | Lag           | S | V | O | F | GM | IM | MS | P |
| -- | ------------- | - | - | - | - | -- | -- | -- | - |
| 1  | Norge         | 3 | 2 | 1 | 0 | 3  | 1  | +2 | 7 |
| 2  | Tyskland      | 3 | 1 | 1 | 1 | 3  | 1  | +2 | 4 |
| 3  | Island        | 3 | 1 | 1 | 1 | 2  | 4  | −2 | 4 |
| 4  | Nederländerna | 3 | 0 | 1 | 2 | 0  | 2  | −2 | 1 |

| 4           | 11 juli 2013 | Norge                        | 1 – 1           | Island                               | Guldfågeln Arena                                      |                                                       |
| 18:00 UTC+2 | 18:00 UTC+2  | Kristine Wigdahl Hegland 26′ | (1 – 0) Rapport | 87′ (str.) Margrét Lára Viðarsdóttir | Kalmar Publik: 3 867 Domare: Katalin Kulcsár (Ungern) | Kalmar Publik: 3 867 Domare: Katalin Kulcsár (Ungern) |
| 18:00 UTC+2 | 18:00 UTC+2  |                              |                 |                                      | Kalmar Publik: 3 867 Domare: Katalin Kulcsár (Ungern) | Kalmar Publik: 3 867 Domare: Katalin Kulcsár (Ungern) |
| 18:00 UTC+2 | 18:00 UTC+2  |                              |                 |                                      | Kalmar Publik: 3 867 Domare: Katalin Kulcsár (Ungern) | Kalmar Publik: 3 867 Domare: Katalin Kulcsár (Ungern) |

| 3           | 11 juli 2013 | Tyskland | 0 – 0   | Nederländerna | Myresjöhus Arena                                      |                                                       |
| 20:30 UTC+2 | 20:30 UTC+2  |          | Rapport |               | Växjö Publik: 8 861 Domare: Silvia Spinelli (Italien) | Växjö Publik: 8 861 Domare: Silvia Spinelli (Italien) |
| 20:30 UTC+2 | 20:30 UTC+2  |          |         |               | Växjö Publik: 8 861 Domare: Silvia Spinelli (Italien) | Växjö Publik: 8 861 Domare: Silvia Spinelli (Italien) |
| 20:30 UTC+2 | 20:30 UTC+2  |          |         |               | Växjö Publik: 8 861 Domare: Silvia Spinelli (Italien) | Växjö Publik: 8 861 Domare: Silvia Spinelli (Italien) |

| 10          | 14 juli 2013 | Norge                   | 1 – 0           | Nederländerna | Guldfågeln Arena                                      |                                                       |
| 18:00 UTC+2 | 18:00 UTC+2  | Solveig Gulbrandsen 55′ | (0 – 0) Rapport |               | Kalmar Publik: 4 256 Domare: Teodora Albon (Rumänien) | Kalmar Publik: 4 256 Domare: Teodora Albon (Rumänien) |
| 18:00 UTC+2 | 18:00 UTC+2  |                         |                 |               | Kalmar Publik: 4 256 Domare: Teodora Albon (Rumänien) | Kalmar Publik: 4 256 Domare: Teodora Albon (Rumänien) |
| 18:00 UTC+2 | 18:00 UTC+2  |                         |                 |               | Kalmar Publik: 4 256 Domare: Teodora Albon (Rumänien) | Kalmar Publik: 4 256 Domare: Teodora Albon (Rumänien) |

| 14          | 14 juli 2013 | Island | 0 – 3           | Tyskland                                  | Myresjöhus Arena                                      |                                                       |
| 20:30 UTC+2 | 20:30 UTC+2  |        | (0 – 1) Rapport | 24′ Lena Lotzen 55′, 84′ Okoyino da Mbabi | Växjö Publik: 4 620 Domare: Kirsi Heikkinen (Finland) | Växjö Publik: 4 620 Domare: Kirsi Heikkinen (Finland) |
| 20:30 UTC+2 | 20:30 UTC+2  |        |                 |                                           | Växjö Publik: 4 620 Domare: Kirsi Heikkinen (Finland) | Växjö Publik: 4 620 Domare: Kirsi Heikkinen (Finland) |
| 20:30 UTC+2 | 20:30 UTC+2  |        |                 |                                           | Växjö Publik: 4 620 Domare: Kirsi Heikkinen (Finland) | Växjö Publik: 4 620 Domare: Kirsi Heikkinen (Finland) |

| 16          | 17 juli 2013 | Tyskland | 0 – 1           | Norge                 | Guldfågeln Arena                                       |                                                        |
| 18:00 UTC+2 | 18:00 UTC+2  |          | (0 – 1) Rapport | 45+1′ Ingvild Isaksen | Kalmar Publik: 10 346 Domare: Esther Staubli (Schweiz) | Kalmar Publik: 10 346 Domare: Esther Staubli (Schweiz) |
| 18:00 UTC+2 | 18:00 UTC+2  |          |                 |                       | Kalmar Publik: 10 346 Domare: Esther Staubli (Schweiz) | Kalmar Publik: 10 346 Domare: Esther Staubli (Schweiz) |
| 18:00 UTC+2 | 18:00 UTC+2  |          |                 |                       | Kalmar Publik: 10 346 Domare: Esther Staubli (Schweiz) | Kalmar Publik: 10 346 Domare: Esther Staubli (Schweiz) |

| 15          | 17 juli 2013 | Nederländerna | 0 – 1           | Island                   | Myresjöhus Arena                                          |                                                           |
| 18:00 UTC+2 | 18:00 UTC+2  |               | (0 – 1) Rapport | 30′ Dagný Brynjarsdóttir | Växjö Publik: 3 406 Domare: Cristina Dorcioman (Rumänien) | Växjö Publik: 3 406 Domare: Cristina Dorcioman (Rumänien) |
| 18:00 UTC+2 | 18:00 UTC+2  |               |                 |                          | Växjö Publik: 3 406 Domare: Cristina Dorcioman (Rumänien) | Växjö Publik: 3 406 Domare: Cristina Dorcioman (Rumänien) |
| 18:00 UTC+2 | 18:00 UTC+2  |               |                 |                          | Växjö Publik: 3 406 Domare: Cristina Dorcioman (Rumänien) | Växjö Publik: 3 406 Domare: Cristina Dorcioman (Rumänien) |

### Grupp C
| Nr | Lag       | S | V | O | F | GM | IM | MS | P |
| -- | --------- | - | - | - | - | -- | -- | -- | - |
| 1  | Frankrike | 3 | 3 | 0 | 0 | 7  | 1  | +6 | 9 |
| 2  | Spanien   | 3 | 1 | 1 | 1 | 4  | 4  | 0  | 4 |
| 3  | Ryssland  | 3 | 0 | 2 | 1 | 3  | 5  | −2 | 2 |
| 4  | England   | 3 | 0 | 1 | 2 | 3  | 7  | −4 | 1 |

| 5           | 12 juli 2013 | Frankrike                                        | 3 – 1           | Ryssland           | Nya Parken                                                 |                                                            |
| 18:00 UTC+2 | 18:00 UTC+2  | Marie-Laure Delie 21′, 32′ Eugénie Le Sommer 67′ | (2 – 0) Rapport | 84′ Elena Morozova | Norrköping Publik: 2 980 Domare: Jenny Palmqvist (Sverige) | Norrköping Publik: 2 980 Domare: Jenny Palmqvist (Sverige) |
| 18:00 UTC+2 | 18:00 UTC+2  |                                                  |                 |                    | Norrköping Publik: 2 980 Domare: Jenny Palmqvist (Sverige) | Norrköping Publik: 2 980 Domare: Jenny Palmqvist (Sverige) |
| 18:00 UTC+2 | 18:00 UTC+2  |                                                  |                 |                    | Norrköping Publik: 2 980 Domare: Jenny Palmqvist (Sverige) | Norrköping Publik: 2 980 Domare: Jenny Palmqvist (Sverige) |

| 6           | 12 juli 2013 | England                           | 2 – 3           | Spanien                                                        | Linköping Arena                                           |                                                           |
| 20:30 UTC+2 | 20:30 UTC+2  | Eniola Aluko 8′ Laura Bassett 89′ | (1 – 1) Rapport | 4′ Verónica Boquete 84′ Jennifer Hermoso 90+3′ Alexia Putellas | Linköping Publik: 5 190 Domare: Kateryna Monzul (Ukraina) | Linköping Publik: 5 190 Domare: Kateryna Monzul (Ukraina) |
| 20:30 UTC+2 | 20:30 UTC+2  |                                   |                 |                                                                | Linköping Publik: 5 190 Domare: Kateryna Monzul (Ukraina) | Linköping Publik: 5 190 Domare: Kateryna Monzul (Ukraina) |
| 20:30 UTC+2 | 20:30 UTC+2  |                                   |                 |                                                                | Linköping Publik: 5 190 Domare: Kateryna Monzul (Ukraina) | Linköping Publik: 5 190 Domare: Kateryna Monzul (Ukraina) |

| 12          | 15 juli 2013 | England           | 1 – 1           | Ryssland            | Linköping Arena                                              |                                                              |
| 18:00 UTC+2 | 18:00 UTC+2  | Toni Duggan 90+2′ | (0 – 1) Rapport | 38′ Nelli Korovkina | Linköping Publik: 3 629 Domare: Bibiana Steinhaus (Tyskland) | Linköping Publik: 3 629 Domare: Bibiana Steinhaus (Tyskland) |
| 18:00 UTC+2 | 18:00 UTC+2  |                   |                 |                     | Linköping Publik: 3 629 Domare: Bibiana Steinhaus (Tyskland) | Linköping Publik: 3 629 Domare: Bibiana Steinhaus (Tyskland) |
| 18:00 UTC+2 | 18:00 UTC+2  |                   |                 |                     | Linköping Publik: 3 629 Domare: Bibiana Steinhaus (Tyskland) | Linköping Publik: 3 629 Domare: Bibiana Steinhaus (Tyskland) |

| 11          | 15 juli 2013 | Spanien | 0 – 1           | Frankrike        | Nya Parken                                                 |                                                            |
| 20:30 UTC+2 | 20:30 UTC+2  |         | (0 – 1) Rapport | 5′ Wendie Renard | Norrköping Publik: 5 068 Domare: Carina Vitulano (Italien) | Norrköping Publik: 5 068 Domare: Carina Vitulano (Italien) |
| 20:30 UTC+2 | 20:30 UTC+2  |         |                 |                  | Norrköping Publik: 5 068 Domare: Carina Vitulano (Italien) | Norrköping Publik: 5 068 Domare: Carina Vitulano (Italien) |
| 20:30 UTC+2 | 20:30 UTC+2  |         |                 |                  | Norrköping Publik: 5 068 Domare: Carina Vitulano (Italien) | Norrköping Publik: 5 068 Domare: Carina Vitulano (Italien) |

| 18          | 18 juli 2013 | Frankrike                                               | 3 – 0           | England | Linköping Arena                                           |                                                           |
| 20:30 UTC+2 | 20:30 UTC+2  | Eugénie Le Sommer 9′ Louisa Nécib 62′ Wendie Renard 64′ | (1 – 0) Rapport |         | Linköping Publik: 7 332 Domare: Kirsi Heikkinen (Finland) | Linköping Publik: 7 332 Domare: Kirsi Heikkinen (Finland) |
| 20:30 UTC+2 | 20:30 UTC+2  |                                                         |                 |         | Linköping Publik: 7 332 Domare: Kirsi Heikkinen (Finland) | Linköping Publik: 7 332 Domare: Kirsi Heikkinen (Finland) |
| 20:30 UTC+2 | 20:30 UTC+2  |                                                         |                 |         | Linköping Publik: 7 332 Domare: Kirsi Heikkinen (Finland) | Linköping Publik: 7 332 Domare: Kirsi Heikkinen (Finland) |

| 17          | 18 juli 2013 | Ryssland            | 1 – 1           | Spanien              | Nya Parken                                                 |                                                            |
| 20:30 UTC+2 | 20:30 UTC+2  | Elena Terekhova 44′ | (1 – 1) Rapport | 14′ Verónica Boquete | Norrköping Publik: 2 157 Domare: Jenny Palmqvist (Sverige) | Norrköping Publik: 2 157 Domare: Jenny Palmqvist (Sverige) |
| 20:30 UTC+2 | 20:30 UTC+2  |                     |                 |                      | Norrköping Publik: 2 157 Domare: Jenny Palmqvist (Sverige) | Norrköping Publik: 2 157 Domare: Jenny Palmqvist (Sverige) |
| 20:30 UTC+2 | 20:30 UTC+2  |                     |                 |                      | Norrköping Publik: 2 157 Domare: Jenny Palmqvist (Sverige) | Norrköping Publik: 2 157 Domare: Jenny Palmqvist (Sverige) |

### Ranking av grupptreor
| Nr | Lag (grupp)  | S | V | O | F | GM | IM | MS | P |
| -- | ------------ | - | - | - | - | -- | -- | -- | - |
| 1  | Island (B)   | 3 | 1 | 1 | 1 | 2  | 4  | −2 | 4 |
| 2  | Danmark (A)  | 3 | 0 | 2 | 1 | 3  | 4  | −1 | 2 |
| 3  | Ryssland (C) | 3 | 0 | 2 | 1 | 3  | 5  | −2 | 2 |

## Slutspel

### Slutspelsträd
|  | Kvartsfinaler  | Kvartsfinaler |              |       | Semifinaler | Semifinaler |  |  | Final | Final |
|  |                |               |              |       |             |             |  |  |       |       |
|  |                |               |              |       |             |             |  |  |       |       |
|  |                |               |              |       |             |             |  |  |       |       |
|  | Sverige        | 4             |              |       |             |             |  |  |       |       |
|  | Sverige        | 4             |              |       |             |             |  |  |       |       |
|  | Island         | 0             |              |       |             |             |  |  |       |       |
|  | Island         | 0             | Sverige      | 0     |             |             |  |  |       |       |
|  |                |               | Sverige      | 0     |             |             |  |  |       |       |
|  |                | Tyskland      | 1            |       |             |             |  |  |       |       |
|  | Italien        | Tyskland      | 1            | 0     |             |             |  |  |       |       |
|  | Italien        |               |              | 0     |             |             |  |  |       |       |
|  | Tyskland       | 1             |              |       |             |             |  |  |       |       |
|  | Tyskland       | 1             | Tyskland     | 1     |             |             |  |  |       |       |
|  |                |               | Tyskland     | 1     |             |             |  |  |       |       |
|  |                | Norge         | 0            |       |             |             |  |  |       |       |
|  | Norge          | Norge         | 0            | 3     |             |             |  |  |       |       |
|  | Norge          |               |              | 3     |             |             |  |  |       |       |
|  | Spanien        | 1             |              |       |             |             |  |  |       |       |
|  | Spanien        | 1             | Norge (str.) | 1 (4) |             |             |  |  |       |       |
|  |                |               | Norge (str.) | 1 (4) |             |             |  |  |       |       |
|  |                | Danmark       | 1 (2)        |       |             |             |  |  |       |       |
|  | Frankrike      | Danmark       | 1 (2)        | 1 (2) |             |             |  |  |       |       |
|  | Frankrike      |               |              | 1 (2) |             |             |  |  |       |       |
|  | Danmark (str.) | 1 (4)         |              |       |             |             |  |  |       |       |
|  | Danmark (str.) | 1 (4)         |              |       |             |             |  |  |       |       |

### Kvartsfinaler
| 19          | 21 juli 2013 | Sverige                                                         | 4 – 0           | Island | Örjans vall                                              |                                                          |
| 15:00 UTC+2 | 15:00 UTC+2  | Marie Hammarström 3′ Josefine Öqvist 14′ Lotta Schelin 19′, 59′ | (3 – 0) Rapport |        | Halmstad Publik: 7 468 Domare: Kirsi Heikkinen (Finland) | Halmstad Publik: 7 468 Domare: Kirsi Heikkinen (Finland) |
| 15:00 UTC+2 | 15:00 UTC+2  |                                                                 |                 |        | Halmstad Publik: 7 468 Domare: Kirsi Heikkinen (Finland) | Halmstad Publik: 7 468 Domare: Kirsi Heikkinen (Finland) |
| 15:00 UTC+2 | 15:00 UTC+2  |                                                                 |                 |        | Halmstad Publik: 7 468 Domare: Kirsi Heikkinen (Finland) | Halmstad Publik: 7 468 Domare: Kirsi Heikkinen (Finland) |

| 20          | 21 juli 2013 | Italien | 0 – 1           | Tyskland           | Myresjöhus Arena                                     |                                                      |
| 18:00 UTC+2 | 18:00 UTC+2  |         | (0 – 1) Rapport | 26′ Simone Laudehr | Växjö Publik: 9 265 Domare: Katalin Kulcsár (Ungern) | Växjö Publik: 9 265 Domare: Katalin Kulcsár (Ungern) |
| 18:00 UTC+2 | 18:00 UTC+2  |         |                 |                    | Växjö Publik: 9 265 Domare: Katalin Kulcsár (Ungern) | Växjö Publik: 9 265 Domare: Katalin Kulcsár (Ungern) |
| 18:00 UTC+2 | 18:00 UTC+2  |         |                 |                    | Växjö Publik: 9 265 Domare: Katalin Kulcsár (Ungern) | Växjö Publik: 9 265 Domare: Katalin Kulcsár (Ungern) |

| 21          | 22 juli 2013 | Norge                                                              | 3 – 1           | Spanien                | Guldfågeln Arena                                           |                                                            |
| 18:00 UTC+2 | 18:00 UTC+2  | Solveig Gulbrandsen 24′ Irene Paredes 43′ (sjm.) Ada Hegerberg 64′ | (2 – 0) Rapport | 90+2′ Jennifer Hermoso | Kalmar Publik: 10 435 Domare: Bibiana Steinhaus (Tyskland) | Kalmar Publik: 10 435 Domare: Bibiana Steinhaus (Tyskland) |
| 18:00 UTC+2 | 18:00 UTC+2  |                                                                    |                 |                        | Kalmar Publik: 10 435 Domare: Bibiana Steinhaus (Tyskland) | Kalmar Publik: 10 435 Domare: Bibiana Steinhaus (Tyskland) |
| 18:00 UTC+2 | 18:00 UTC+2  |                                                                    |                 |                        | Kalmar Publik: 10 435 Domare: Bibiana Steinhaus (Tyskland) | Kalmar Publik: 10 435 Domare: Bibiana Steinhaus (Tyskland) |

| 22          | 22 juli 2013 | Frankrike                                                      | 0000 1 – 1 (e.fl.)         | Danmark                                                          | Linköping Arena                                           |                                                           |
| 20:45 UTC+2 | 20:45 UTC+2  | Louisa Nécib 71′ (str.)                                        | (0 – 1) Rapport            | 28′ Johanna Rasmussen                                            | Linköping Publik: 7 448 Domare: Carina Vitulano (Italien) | Linköping Publik: 7 448 Domare: Carina Vitulano (Italien) |
| 20:45 UTC+2 | 20:45 UTC+2  |                                                                |                            |                                                                  | Linköping Publik: 7 448 Domare: Carina Vitulano (Italien) | Linköping Publik: 7 448 Domare: Carina Vitulano (Italien) |
| 20:45 UTC+2 | 20:45 UTC+2  | Louisa Nécib Gaëtane Thiney Eugénie Le Sommer Sabrina Delannoy | Straffsparksläggning 2 – 4 | Line Røddik Julie Rydahl Nadia Nadim Theresa Nielsen Janni Arnth | Linköping Publik: 7 448 Domare: Carina Vitulano (Italien) | Linköping Publik: 7 448 Domare: Carina Vitulano (Italien) |

### Semifinaler
| 23          | 24 juli 2013 | Sverige | 0 – 1           | Tyskland               | Gamla Ullevi                                             |                                                          |
| 20:30 UTC+2 | 20:30 UTC+2  |         | (0 – 1) Rapport | 33′ Dzsenifer Marozsán | Göteborg Publik: 16 608 Domare: Esther Staubli (Schweiz) | Göteborg Publik: 16 608 Domare: Esther Staubli (Schweiz) |
| 20:30 UTC+2 | 20:30 UTC+2  |         |                 |                        | Göteborg Publik: 16 608 Domare: Esther Staubli (Schweiz) | Göteborg Publik: 16 608 Domare: Esther Staubli (Schweiz) |
| 20:30 UTC+2 | 20:30 UTC+2  |         |                 |                        | Göteborg Publik: 16 608 Domare: Esther Staubli (Schweiz) | Göteborg Publik: 16 608 Domare: Esther Staubli (Schweiz) |

| 24          | 25 juli 2013 | Norge                                                             | 0000 1 – 1 (e.fl.)         | Danmark                                              | Nya Parken                                                 |                                                            |
| 20:30 UTC+2 | 20:30 UTC+2  | Marit Christensen 3′                                              | (1 – 0) Rapport            | 87′ Mariann Gajhede                                  | Norrköping Publik: 9 260 Domare: Kateryna Monzul (Ukraina) | Norrköping Publik: 9 260 Domare: Kateryna Monzul (Ukraina) |
| 20:30 UTC+2 | 20:30 UTC+2  |                                                                   |                            |                                                      | Norrköping Publik: 9 260 Domare: Kateryna Monzul (Ukraina) | Norrköping Publik: 9 260 Domare: Kateryna Monzul (Ukraina) |
| 20:30 UTC+2 | 20:30 UTC+2  | Solveig Gulbrandsen Cathrine Dekkerhus Maren Mjelde Trine Rønning | Straffsparksläggning 4 – 2 | Line Røddik Theresa Nielsen Nadia Nadim Mia Brogaard | Norrköping Publik: 9 260 Domare: Kateryna Monzul (Ukraina) | Norrköping Publik: 9 260 Domare: Kateryna Monzul (Ukraina) |

### Final
| 25          | 28 juli 2013 | Tyskland        | 1 – 0           | Norge | Friends Arena                                                  |                                                                |
| 16:00 UTC+2 | 16:00 UTC+2  | Anja Mittag 49′ | (0 – 0) Rapport |       | Stockholm Publik: 41 301 Domare: Cristina Dorcioman (Rumänien) | Stockholm Publik: 41 301 Domare: Cristina Dorcioman (Rumänien) |
| 16:00 UTC+2 | 16:00 UTC+2  |                 |                 |       | Stockholm Publik: 41 301 Domare: Cristina Dorcioman (Rumänien) | Stockholm Publik: 41 301 Domare: Cristina Dorcioman (Rumänien) |
| 16:00 UTC+2 | 16:00 UTC+2  |                 |                 |       | Stockholm Publik: 41 301 Domare: Cristina Dorcioman (Rumänien) | Stockholm Publik: 41 301 Domare: Cristina Dorcioman (Rumänien) |

## Statistik

### Målskyttar
Uppdaterad 2013-07-30.
5 mål
- Lotta Schelin

3 mål
- Nilla Fischer

2 mål
| - Mia Brogaard - Mariann Knudsen - Marie-Laure Delie | - Eugénie Le Sommer - Louisa Nécib - Wendie Renard | - Melania Gabbiadini - Solveig Gulbrandsen - Jennifer Hermoso | - Verónica Boquete - Josefine Öqvist - Célia Okoyino da Mbabi |

1 mål
| - Johanna Rasmussen - Eniola Aluko - Laura Bassett - Toni Duggan - Annica Sjölund - Dagný Brynjarsdóttir | - Margrét Lára Viðarsdóttir - Ilaria Mauro - Marit Christensen - Ada Hegerberg - Ingvild Isaksen - Kristine Wigdahl Hegland | - Nelli Korovkina - Elena Morozova - Elena Terekhova - Alexia Putellas - Kosovare Asllani | - Marie Hammarström - Simone Laudehr - Lena Lotzen - Dzsenifer Marozsán - Anja Mittag |

Självmål
- Irene Paredes (mot Norge)
- Raffaella Manieri (mot Sverige)

### Sluttabell
| Lag           | S | V | O | F | GM | IM | MS  | P  |
| ------------- | - | - | - | - | -- | -- | --- | -- |
| Tyskland      | 6 | 4 | 1 | 1 | 6  | 1  | +5  | 13 |
| Norge         | 6 | 3 | 2 | 1 | 7  | 4  | +3  | 11 |
| Sverige       | 5 | 3 | 1 | 1 | 13 | 3  | +10 | 10 |
| Danmark       | 5 | 0 | 4 | 1 | 5  | 6  | −1  | 4  |
| Frankrike     | 4 | 3 | 1 | 0 | 8  | 2  | +6  | 10 |
| Spanien       | 4 | 1 | 1 | 2 | 5  | 7  | −2  | 4  |
| Italien       | 4 | 1 | 1 | 2 | 3  | 5  | −2  | 4  |
| Island        | 4 | 1 | 1 | 2 | 2  | 8  | −6  | 4  |
| Ryssland      | 3 | 0 | 2 | 1 | 3  | 5  | −2  | 2  |
| Finland       | 3 | 0 | 2 | 1 | 1  | 6  | −5  | 2  |
| Nederländerna | 3 | 0 | 1 | 2 | 0  | 2  | −2  | 1  |
| England       | 3 | 0 | 1 | 2 | 3  | 7  | −4  | 1  |

## Anmärkningslista
1. 1 2  Danmark vidare till kvartsfinal efter lottdragning mot Ryssland om positionen som näst bästa trea.